# Bouakea bicoloricornis
Bouakea bicoloricornis là một loài bọ cánh cứng trong họ Cerambycidae.